# コメ兵ホールディングス
株式会社コメ兵ホールディングス（英: Komehyo Holdings Co .,Ltd.）は、愛知県名古屋市中区大須三丁目25番31号に本社・本店を置く日本の持株会社。
日本最大級のリサイクルショップ（コメ兵、KOMEHYO）を運営する、KOMEHYOグループを子会社に置く。東京証券取引所スタンダード市場と名古屋証券取引所メイン市場に上場している。

## 概説
昔の屋号が米兵だったことが社名の由来で、愛知県半田市にある米穀店「米兵」は本家筋に当たる。米軍と関係があるかのように勘違いされる（表記をカタカナに改めた理由の一つとされる）ことがあるが、無関係である。
当初は愛知県内を中心に、中部地区で店舗を運営していた。1990年代後半以降は、関東・関西・中国・九州地区にも順次出店。日本国内でインバウンド消費の動きが高まった2010年代の中盤に業績を伸ばしたほか、2016年12月の時点で41店舗を運営していた。しかし、同年4 - 12月のインバウンド関連の売上高が前年同期比で4割減少したことなどを背景に、2017年1月から店舗網の再編に着手。中・小規模の不採算店の閉鎖を進めるかたわら、名古屋・東京・大阪の都市部に大・中規模の店舗を新たに出したうえで、商品や人員を新設の店舗に集約させる。
アジア圏で海外出店にも乗り出している
2020年10月1日付で営んでいたブランド・ファッション事業を（新）株式会社コメ兵へ承継すると共に、株式会社コメ兵ホールディングスへ商号変更。これをもって、持株会社体制へ移行した。

### テレビCM
画面に「米兵」の文字を大きく表示して、男声で「いらんものは、コメヒョーへ売ろう!」とナレーションを入れただけの非常にシンプルな5秒CMで東海地方では高い知名度を得る。当初は一枚画だったがその後CGになった。
1980年代末から、CMの構成を徐々に変更。まず「いらんものは」と「コメヒョー…」との間に女声で「ぜ〜んぶ」と入るようになった。次いで、15秒間の、童謡『グッドバイ』冒頭と同じリズム・微妙に異なるメロディで元歌サビと同じ歌詞を歌うCMが登場した（グッド売買という意味。当時店舗はグッド売ショップというキャッチフレーズであった）。この時点ではまだ「コメヒョーへ売ろう!」という文句は健在だった。
1990年代頃は清水アキラ、秋野暢子、樹木希林、ニューロティカなどのタレントやロックバンドを起用したCMが作られ、話題となった。
その後「米(粒)」と「ヒョウ」を基にしたアニメキャラクターで広告を展開していたが、2010年8月より堤幸彦監督による新CMで「いらんモノはコメ兵へ売ろう!」のキャッチコピーが復活した。名古屋・東京・大阪でバージョン違いのCMが計3パターン作られ堤本人も出演している。

## 沿革
- 1947年 - 愛知県名古屋市大須に古着屋として出店創業[8]
- 1951年 - 合資会社米兵として法人化[8]
- 1970年 - 現在の本社所在地（名古屋市中区大須3-25-31）に本店移転。
- 1973年 - “いらんものは米兵へ売ろう”のキャッチフレーズを使用したラジオＣM 、ＴＶスポットCMをスタート（約15年間、このキャッチフレーズを使用）。
- 1977年 - 大須・大須観音通（名古屋市中区）にオーディオ等の家電製品を扱う米兵2号店（現・KOMEHYOきもの館）をオープン。
- 1979年 - 株式会社に改組[8]
- 1987年 - 株式会社コメ兵に商号変更[8]
- 1996年3月 - 東京に買取センターを出店[8]（東京に初めて進出）
- 2003年9月12日 - JASDAQに上場（証券コード:2780）[8]
- 2004年12月21日 - 東京証券取引所第2部と名古屋証券取引所第2部に株式上場[8]
- 2010年2月27日 - 新業態である「LINK SMILE（リンクスマイル）」の1号店を名古屋市緑区にオープン[8][9]。
- 2012年
  - 1月17日 - タイヤ、ホイール専門店を展開する株式会社クラフトを完全子会社化[8][10]。
  - 6月 - 子会社の株式会社KOMEHYOオークションを設立[8]。
- 2013年5月 - 株式会社オートパーツKOMEHYOを設立（現：株式会社オートパーツ ジャパン）[8]。
- 2017年
  - 4月1日 - 創業70周年を迎えることを機に、商品の購入や買取サービスについて、楽天スーパーポイントへの対応を開始[11]。
  - 11月7日 - フリマアプリ「KANTE（カンテ）」をリリース[12]。
  - 12月15日 - 株式会社イヴコーポレーションおよび株式会社アークマーケティングジャパンを完全子会社化[13]。
- 2018年
  - 9月 - 中華人民共和国の首都北京に初の海外店「ラックスストーリー」を開業[5]。
  - 11月 - 株式会社イヴコーポレーションが株式会社アークマーケティングジャパンを吸収合併。株式会社シエルマンの株式を100％取得し、グループ化。
  - 12月 - SAHA KOMEHYO COMPANY LIMITED（KOMEHYO HONG KONG LIMITEDとSaha Pathana Inter-Holding Public Company Limitedとの合併会社）を設立（資本金1億4,050万THB）。
- 2019年
  - 5月 - 株式会社フォーバイフォーエンジニアリングサービスの株式を100%取得し、グループ化[14]。
  - 11月15日 - 「KOMEHYO」屋号での海外初店舗をタイ王国の首都バンコクで開業[5]。
  - 12月 - 子会社の株式会社K-ブランドオフ[注 2]が吸収分割によりブランドオフの事業を承継[15]。
- 2020年
  - 10月1日 - 持株会社体制へ移行し株式会社コメ兵ホールディングスへ社名変更[16]。
- 2022年8月17日 - 株式会社セルビーの全株式を取得し、子会社化[17]。
- 2024年
  - 4月3日 - 子会社の株式会社K-ブランドオフが株式会社RECLOの全株式を取得し、子会社化[18]。
  - 10月23日 - 株式会社アールケイエンタープライズの全株式を取得し、子会社化[19]。
  - 11月1日 - 株式会社コメ兵が株式会社カジ・コーポレーションより株式会社Rs-JAPANの全株式を取得し、子会社化[20][21]。
- 2025年2月1日 - 株式会社コメ兵が子会社化した株式会社Rs-JAPANおよび株式会社KOMEHYOオークションを吸収合併[22]。

## KOMEHYOグループ店舗
名古屋・中部地区
- 名古屋本店（名古屋市中区大須）

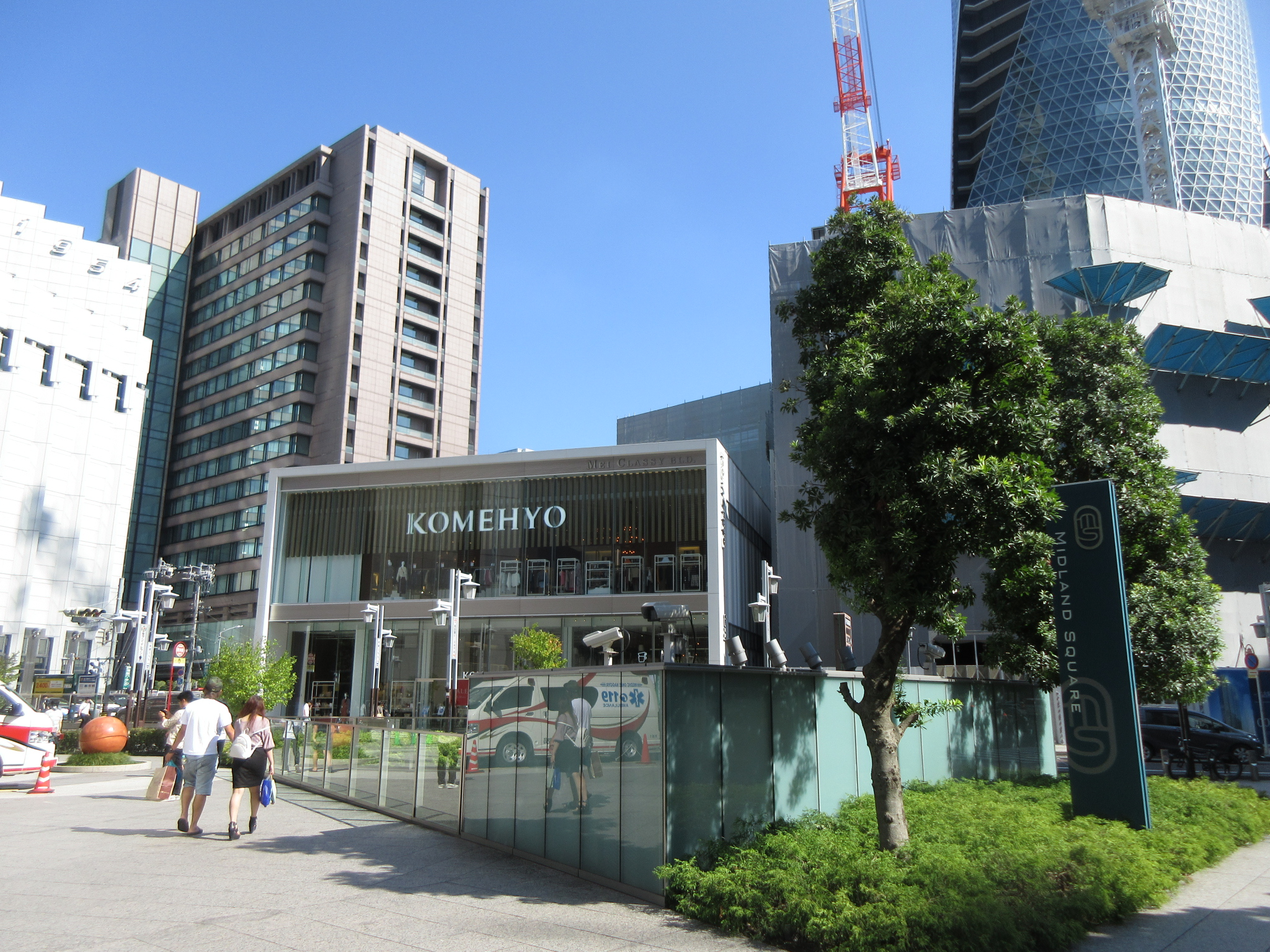
コメ兵名駅店

  - 本館 - 2012年10月19日にリニューアル
  - きもの館
  - カメラ・楽器館
  - Yen=g（エングラム）
- 名駅店（名古屋市中村区、2017年5月27日開店）
- 名駅サンロード店（名古屋市中村区、2013年7月25日開店、名古屋地下街サンロード内）
- 栄セントラルパーク店（名古屋市中区錦、2015年4月29日開店、セントラルパーク地下街内）
- 豊田店（愛知県豊田市、トヨタ生協メグリア本店2階）
- USED MARKET 守山四軒家店（名古屋市守山区白山）
- USED MARKET 稲沢店（愛知県稲沢市）
- USED MARKET 長野店（長野県長野市、2012年8月4日開店、MEGAドン・キホーテ長野店2階）

関東地区
- 新宿店（東京都新宿区、B1階～8階のフロア構成で買取センターはB1階）
- 新宿店 ANNEX（東京都新宿区、2017年5月19日開店、らんざんビルB1階～4階）
- 銀座店（東京都中央区、2011年1月22日開店、有楽町店からの移転、みゆきビル1階～4階、買取センターは4階）
- 青山店（東京都港区、2011年10月29日開店、南青山橋本ビル1階、買取センターも1階）
- 自由が丘店（東京都目黒区、2015年11月27日開店、芳紫苑御園ビル1階）
- 町田店（東京都町田市、2013年8月2日開店）
- 買取センター新宿南口（東京都新宿区、2016年5月28日開店、森本ビル1階・2階）
- 買取センター渋谷（東京都渋谷区、ANNEX・渋谷三善第3ビル1階・2階・7階）
- 買取センター池袋西口（東京都豊島区、2015年7月17日開店）
- 買取センター有楽町（東京都千代田区、東京交通会館2階）
- 買取センター吉祥寺（東京都武蔵野市、ルルビル2階）
- 買取センター立川北口（東京都立川市、2015年9月18日開店）
- 大宮東口店（さいたま市大宮区、2012年7月20日開店、ライズBLD.1階、買取センターも1階）
- 柏東口店（千葉県柏市、2013年7月25日開店、柏駅前第一ビル2階・3階）
- 買取センター横浜西口（神奈川県横浜市西区、コウノビル1階・2階）

関西地区
- 京都新京極店（京都市中京区、2014年2月6日開店）
- 心斎橋店（大阪市中央区、ラ・シーンビル1階～3階、買取センターは3階）
- ホワイティうめだ店（大阪市北区、2012年8月30日開店、イーストモール新御堂）
- あべの店（大阪市阿倍野区、2014年8月8日開店、阿倍野筋商店街）
- 神戸三宮店（兵庫県神戸市中央区、2008年7月に旧・神戸元町店から移転、ヨシマツビル1階、買取センターも1階）
- 梅田店（大阪市北区、2017年2月16日開店、OSAKA・UK GATE1階～3階、西日本では最大規模の店舗）

中国地区
- 広島本通店（広島市中区、2014年2月22日開店、ビバ21アネックス1階）

九州地区
- 天神店（福岡市中央区、2016年3月26日開店）

閉店店舗
- 道玄坂店（東京都渋谷区、2007年6月12日閉店、買取センターのみの店舗）
- 有楽町店（東京都千代田区、2011年1月16日閉店、有楽町インフォス1階、買取センターも1階）
- 名古屋店アメカジ館（名古屋店本館リニューアルに伴い本館5階に移転）
- 買取センター原宿（東京都渋谷区、2016年5月15日開店、ハナエビル1階）
- USED MARKET 大須店（名古屋市中区、2017年1月22日閉店、See-Stepビル1階）
- 買取センター大須（名古屋店本館に統合）
- なんばウォーク店（大阪市中央区、2017年1月31日開店、なんばウォーク2番街北通り）
- 神戸元町店（神戸市中央区、2017年1月31日開店・2代目店舗、フミヤ元町ビル1階・3階）
- 渋谷公園通り店（渋谷区、2014年5月31日開店、アトラス渋谷公園通り1階・2階、かつては1階に買取センターを設けていた、2016年10月1日からレディースアイテム専門店へ転換したが、2017年3月31日に閉店）
- キャナルシティ博多店（福岡市博多区、2015年10月1日開店、キャナルシティ博多サウスビル2階、2017年5月28日閉店）

### LINK SMILE
LINK SMILE（リンクスマイル）は、衣料品を中心に扱う郊外型のリユースショップ。
- 鎌倉台店（名古屋市緑区）
- 日進竹の山店（愛知県日進市）
- 植田山店（名古屋市天白区）
- ウイングタウン岡崎店（愛知県岡崎市）
- 栄スカイル店（名古屋市中区、スカイル6階）
- ラグーナ蒲郡店（愛知県蒲郡市）

閉店店舗
- 春日井柏原店（愛知県春日井市）
- イオンモール名古屋みなと店（名古屋市港区）
- ヨシヅヤ名古屋名西店（名古屋市西区）

### urca jewel
urca jewel（ウルカジュエル）は、宝石を中心に扱うリユースショップ。
- 武蔵小山店（東京都品川区、2016年3月31日開店）

## フリマアプリ
「KANTE（カンテ）」は、2017年11月7日にリリースされたフリマアプリ。
ブランド品専門でコメ兵の鑑定士による真贋判定サービスが付帯する。また、買い手がつかなかった商品に関してはコメ兵の買取サービスを利用することで売り切ることができる。

## 関連会社
ブランド・ファッション事業
- 株式会社コメ兵
- 株式会社KOMEHYOオークション
- KOMEHYO HONG KONG LIMITED（香港）
  - 米濱上海商貿有限公司（中国）
  - SAHA KOMEHYO COMPANY LIMITED[注 3]（タイ）
- 株式会社イヴコーポレーション
- 株式会社シエルマン
- 株式会社K-ブランドオフ
  - 株式会社RECLO
  - BRAND OFF LIMITED（香港）
  - 名流國際名品股分有限公司（台湾）
- 株式会社セルビー
- 株式会社アールケイエンタープライズ
- 北京華夏高名薈商貿有限公司（中国） - 解散及び精算

タイヤ・ホイール事業
- 株式会社クラフト
- 株式会社オートパーツ ジャパン
- 株式会社フォーバイフォーエンジニアリングサービス

その他
- 株式会社コメヒョウルークス（特例子会社）